# ロードコーン

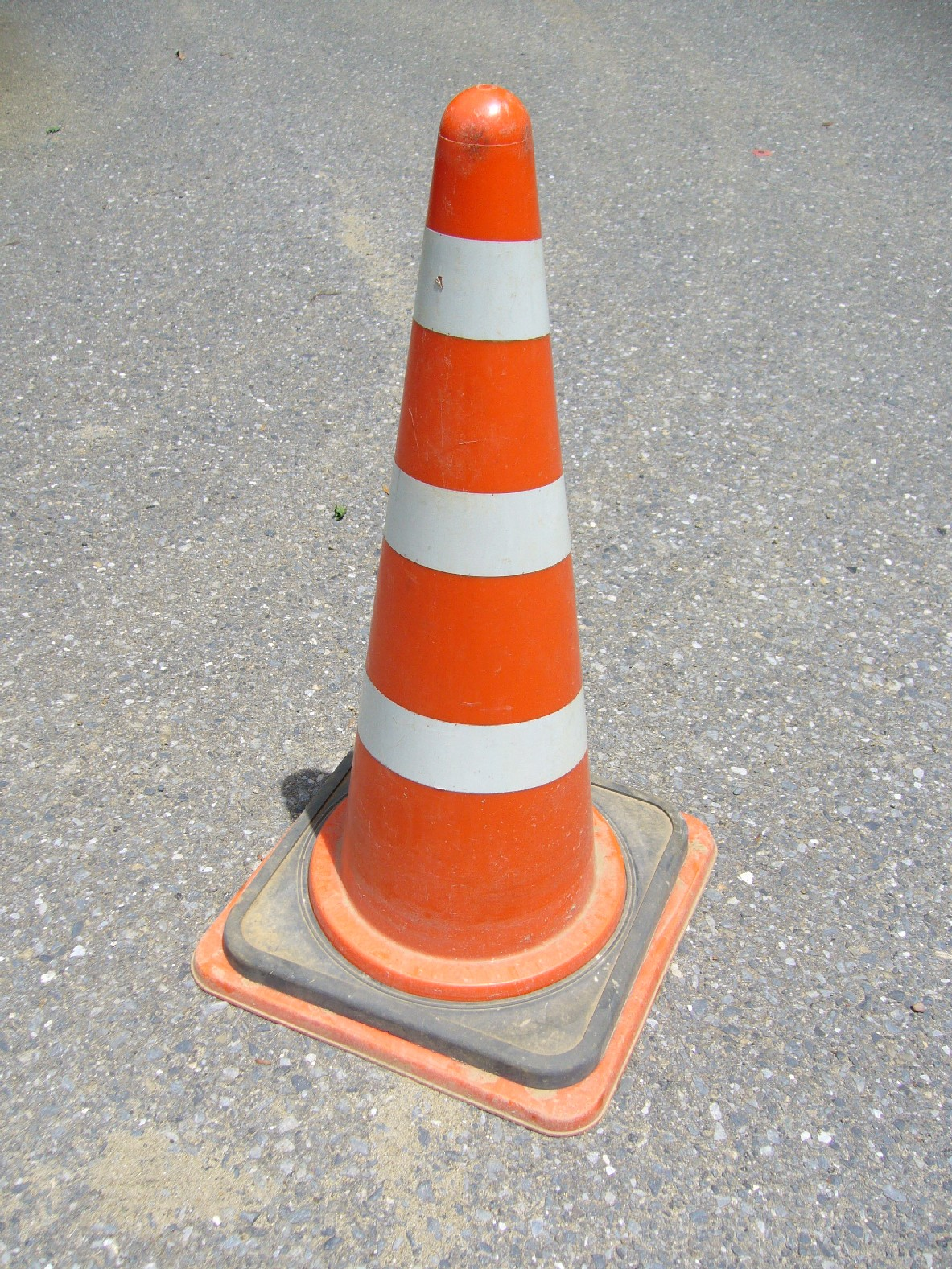
ロードコーン
風による転倒や移動を軽減するために、基部へ黒いゴム製の重し（コーンベット・コーンウェイト・コーンリングなどと呼ばれている）が被せられている

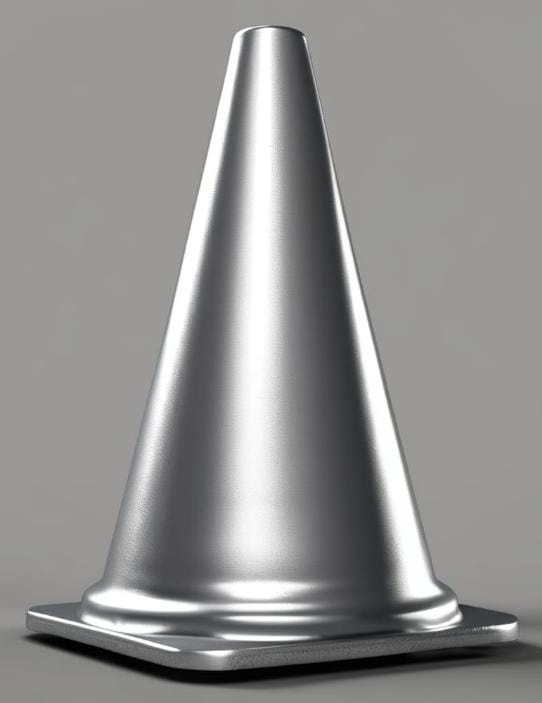
銀色の円錐形。

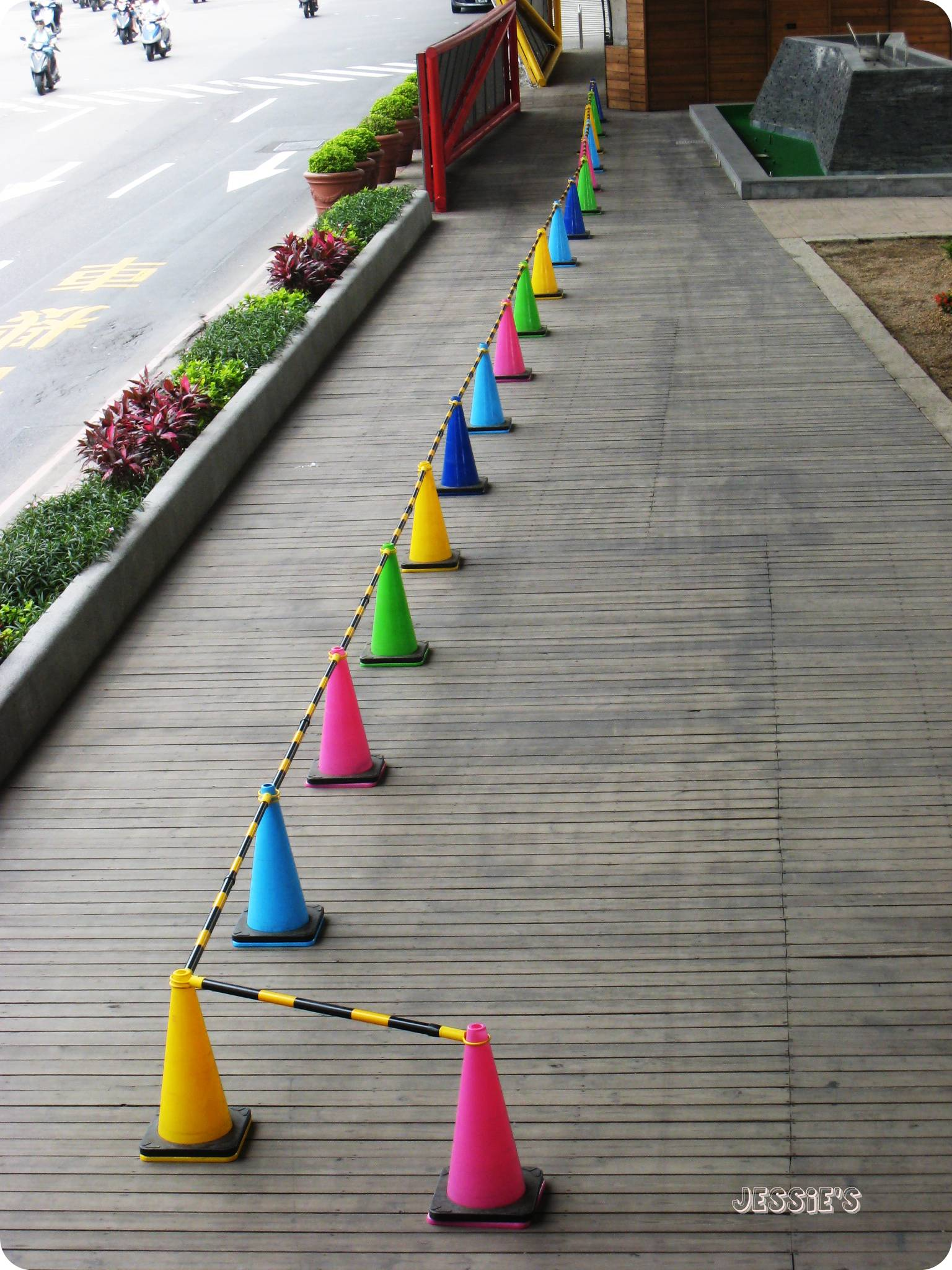
カラフルなコーンとトラ柄のバーで仕切られている

ロードコーン (Road cone) とは、道路や工事現場などの規制や区分けを目的として置かれる高さ約70cm前後の円錐 (Cone) 形の保安器具である。パイロン (Pylons)、三角コーン、ラバーコーン、セイフティコーン（セーフティーコーン）などともいう。日本ではカラーコーンの呼称も一般的に用いられるが、セフテック株式会社の登録商標となっている。また、高さ約120cmや約180cmといった通常より大きなサイズのロードコーン（ジャンボコーン）もある。
主にプラスチックやゴムで作られており、中空で底も開いているので重ね合わせて運搬や収納の際にスペースを節約できるようになっているものが多い。成形色には、注意を喚起する（警告色の）赤、朱色、黄色や、景観に響きにくい焦げ茶、緑、青、白などがあり、さらに視認性を高めるため、朱色地に白、黒地に黄色の縞模様を入れたものもある。

## 材質
大抵が合成樹脂製で、高速道路の車線規制や風対策には、路面との摩擦が大きく重量があり、弾性を持ったゴムやポリ塩化ビニル製の物が使われる。軽量なポリエチレン製では、写真のようにゴム製の重しが被せられることもある。
また、従来から用いられていた熱可塑性樹脂は耐候性が低く、長期間の使用や、寒冷地などでは割れて破損することが多い。低温対策としては、ゴム製やその後に使われ始めたEVA製が選ばれている。後記のものは柔軟性があり、寒冷時でもさほど硬くならず、破損の確率が低い。

## サイズ
一般的に見られるのは高さが450 mm - 700 mm程度のものであるが、200 mmほどの小さなものや2メートルを超える巨大なもの（主にマラソンの折り返し地点や高速道路の工事規制開始部に使われる）もある。また、携行に便利な平たく折り畳めるタイプもある（緊急停止表示用として車両に常備されているほか、一部の駐在所・交番のパトカーに規制機材として搭載されている）。

## 視認性対策
一般的なロードコーンには何も施されていないことも多いが、夜間の視認性を高めるため、反射シートを貼られたものもある（写真参照）。また、LEDなどで自発光するものや、上部が開口しており、誘導棒や保安灯（標識灯）などを挿し込んで、その透過光で夜間の視認性を上げるものもある（発熱量の多い白熱電球の作業灯は樹脂を溶かす恐れがある）。

## 使用場所
工事現場などの区域区分、イベントやお祭りでの人の流れの整理、スポーツ競技での目印や選手の誘導、駐車場の整理や誘導・予約場所の確保、自動車教習所での練習用などに使用されているほか、ジムカーナではロードコーンの配置を工夫してテクニカルなコースを設定することが多い。また、ホームセンターなどでの購入も可能であることから、一般家庭でも迷惑駐車対策などに使われるようになっている。

## オプション
ロードコーン同士に渡し、その間を通過できないようにする棒は「コーンバー」（一般的にトラ柄であるため、「トラバー」とも）といい、区分をより明確にすると共にロードコーンの使用数を低減できる。この組み合わせは、障害物競走でハードルの代用にされることもある。
材質にはABS、ポリエチレン、アルミ製などがあり、ABSとポリエチレン製は安価でよく使われている。アルミ製はこれらに比べて高価だが、耐候性が高い。また、コーンバーと同じ目的で用いられるものにロードコーン同士をつなぐ「コーンチェーン」と呼ばれる鎖がある。
風などで飛ばないように底の平たい部分を押さえる輪状の重しがあり、これは「コーンウェイト」などと呼称される。
このほか、「立入禁止」や「駐車禁止」など立体表示による注意喚起を行うためのものとして、ロードコーンに被せて用いるコーンカバーや同じく貼って用いるコーンステッカーなどがある。
視認性向上用品としては、矢印板や標識、保安灯（標識灯）、ロードコーン全体を覆う反射素材を使用したコーンカバー（劣化・汚損などで反射性能や視認性が低下したロードコーンに被せ、夜間の視認性を向上させる）などもある。